# Рогачёв, Михаил Михайлович
Михаил Михайлович Рогачёв (род. 15 декабря 1949, Москва) — советский и российский шашист. Гроссмейстер СЛШИ (2012), международный мастер АШШИ (2012), мастер ФМЖД (1996), мастер спорта России (1997). Академик АШШИ (2015). Двукратный чемпион мира по русским шашкам (электронная переписка).

## Биография
Закончил Московский станкоинструментальный техникум (1975), Университет марксизма-ленинизма (1983) В шашки начал играть поздно, в 29 лет (1978). До этого играл в футбол, в 1970 году стал чемпионом УрВО. Занимался легкой атлетикой: кандидат в мастера спорта, чемпион РСФСР 1967 года в беге на 100 м. Сейчас выступает в ветеранских соревнованиях по бегу на длинные дистанции.
Женат, два сына. Проживает в Наро-Фоминске.

## Спортивные достижения
1. Двукратный чемпион мира по русским шашкам (2009, 2011) — электронная переписка[2][3].
2. Бронзовый призёр чемпионата мира по русским шашкам (2010) — электронная переписка[4]
3. Призёр зонального турнира к чемпионату мира по русским шашкам (2 место, 1993) — почтовая переписка
4. Чемпион России в составе сборной команды Москвы по русским шашкам (2010) — почтовая переписка[5][6]
5. Чемпион 49 чемпионата России (2015) — электронная переписка[7]
6. Серебряный призёр 52 чемпионата России (2018 г.) — электронная переписка[8]
7. Бронзовый призёр 47 чемпионата России (2013) и 53 чемпионата России (2020 г.) — электронная переписка[9][10]
8. Бронзовый призёр 37 командного чемпионата России в составе спортобщества «Россия» (2016) — электронная переписка[11]
9. Серебряный и бронзовый призёр чемпионата России в составе сборной команды Московской области по русским шашкам (2009) — электронная переписка[12]
10. Серебряный призёр кубка России по русским шашкам (2004) — почтовая переписка[13]
11. Чемпион ЦС ФСО «Россия» по русским шашкам (2003) — почтовая переписка
12. Победитель открытого чемпионата Московской области по русским шашкам (2012) — электронная переписка[14]
13. Серебряный (1990, 2014) и бронзовый (1991) призёр чемпионатов Московской области по русским шашкам.[15]
14. Неоднократный победитель и призёр Всесоюзных турниров (1980—1985 гг.)
15. Победитель и призёр международных турниров (2013—2015 гг.)[16]
16. Участник двух чемпионатов СССР по русским шашкам (1986, 1988)